# Qian
Qian (乾县,  Qián Xiàn) ist ein Kreis der bezirksfreien Stadt Xianyang der Provinz Shaanxi in der Volksrepublik China. Die Fläche beträgt 999,6 Quadratkilometer und die Einwohnerzahl 456.680 (Stand: Zensus 2020).
Das Qianling-Mausoleum (Qianling 乾陵) des Kaisers Gaozong (Li Zhi) und der Kaiserin Wu Zetian der Tang-Dynastie steht seit 1961 auf der Liste der Denkmäler der Volksrepublik China (1-171).